# Inundaciones y deslizamientos de tierra en Río de Janeiro en enero de 2011
Las inundaciones y deslizamientos de tierra afectaron el estado de Río de Janeiro, localizado en la Región Sudeste de Brasil, en enero de 2011. Las ciudades más afectadas son: Teresópolis, Nova Friburgo, Petrópolis y Sumidouro.
Hasta el momento las autoridades han contabilizado 916 muertes y decenas de desaparecidos más muchos damnificados en la región serrana del estado brasileño de Río de Janeiro.
La tragedia ya está siendo considerada como el mayor desastre climatológico de la historia del país, superando los 463 muertos del temporal que azotó la ciudad paulista de Caraguatatuba, en 1967.

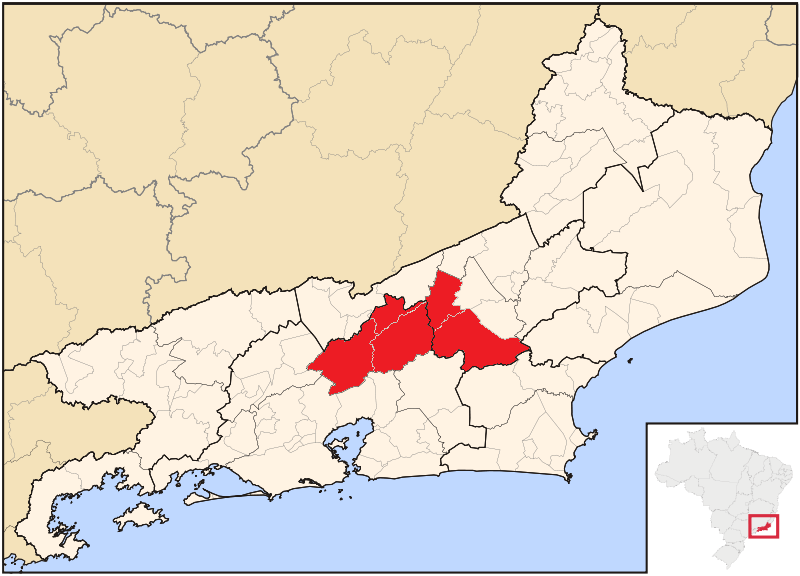
Ubicación de las ciudades más afectadas. De izquierda a derecha: Petrópolis, São José do Vale do Rio Preto, Teresópolis, Sumidouro y Nova Friburgo.

## Causa del fenómeno meteorológico
Según el Instituto Nacional de Investigaciones Espaciales (INPE), el sistema meteorológico que causó la lluvia fue una Zona de Convergencia de Humedad, que se inicia con vapor de agua en el Amazonas y sigue hasta la Región Sudeste.

## Acciones inmediatas

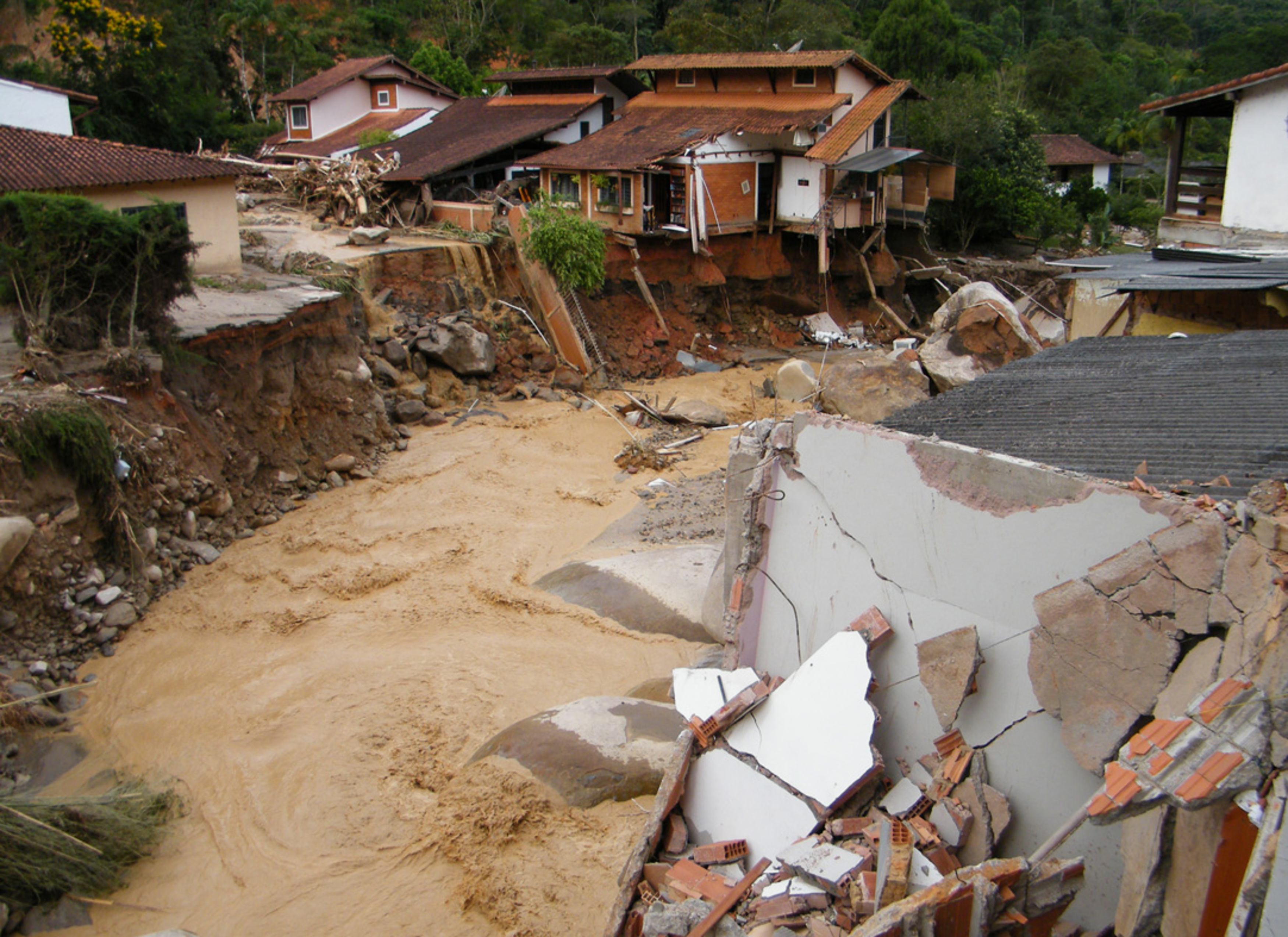
Inundación en el barrio Campo Grande de Teresópolis, Estado de Río de Janeiro, Brasil.

Las fuertes lluvias, con inundaciones, deslizamientos de tierra y pérdidas materiales y de vidas humanas, son recurrentes en las regiones tropicales brasileras, a cada verano. El Estado de Río de Janeiro también enfrentó inundaciones en enero y abril de 2010, más el Gobierno Federal de Brasil contingenció la mayor parte de los recursos destinados a la prevención de accidentes en aquel año. En respuesta a los acontecimientos de 2011, la presidenta Dilma Rousseff, anunció la destinación de 780 millones de reales para reconstruir las ciudades afectadas. El gobierno del Estado de Río de Janeiro concentró sus recursos en el rescate de las víctimas enterradas y en la desobstrucción de las calles, y pidió auxilio a la Marina de Brasil y Órganos de la Administración Pública Federal.
Los grupos que actuaron en Haití y en Chile intentan llegar a las localidades más afectadas, dificultades en la accesibilidad complican el avance de las actividades de rescate.
Empresas, condominios y personalidades también contribuyen recolectando donaciones.
Usuarios del servicio de microblog Twitter demostraron el poder de movilización en redes sociales y organizaran un convoy para llevar provisiones, ropa y medicamentos para la población afectada en la sierra.

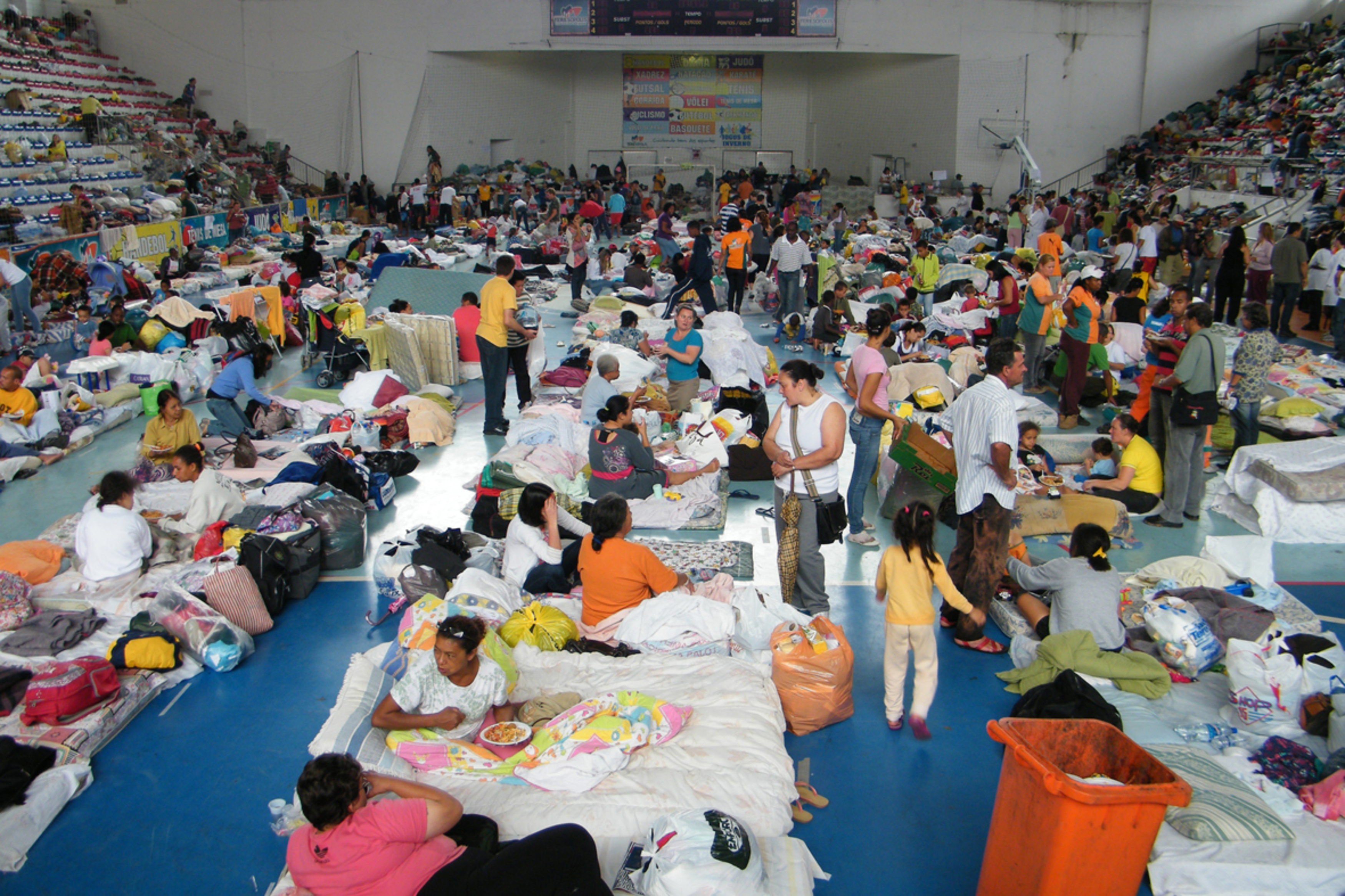
Refugio improvisado en un gimnasio, para familias sin hogar en Teresópolis.

Usuarios del servicio de microblog Twitter, Orkut y Facebook han demostrado el poder de mobilización en redes sociales y organizaran un convoy para llevar provisiones, ropa y medicamentos para la población afectada en la sierra.[cita requerida]

## Víctimas
La estilista Daniela Conolly fue una de las víctimas del desastre.
El exalcalde de Nova Friburgo, Paulo Azevedo, también fue víctima de las lluvias que afectaron la región serrana de Río de Janeiro. El cuerpo fue encontrado el domingo 16 de enero por los bomberos en la casa de la familia, en el barrio de Campo do Coelho.
La Secretaría estatal de Salud y Defensa Civil, informó oficialmente los municipios que tuvieran muertos y número de víctimas. Los datos están siendo actualizados conforme a la contabilización de nuevas víctimas.
| Municipio                     | Muertes |
| ----------------------------- | ------- |
| Nova Friburgo                 | 426     |
| Teresópolis                   | 382     |
| Petrópolis                    | 71      |
| Sumidouro                     | 21      |
| São José do Vale do Rio Preto | 4       |
| Bom Jardim                    | 1       |
| Total                         | 905     |

## Luto oficial
La presidenta Dilma Rousseff, decretó luto oficial de tres días, por las víctimas del temporal que asolara varios municipios del país, principalmente en la Región Serrana del Estado de Río de Janeiro.
El Gobernador del Estado de Río de Janeiro, Sérgio Cabral, decretó siete días de luto oficial en el estado de Río de Janeiro por las víctimas de las lluvias en la Región Serrana.
En Portugal, los 308 municipios del país decretaron el día 21 de enero como Día de Luto Municipal con la colocación de las banderas municipales a media asta.

## Reacción internacional
- Angola: El jefe de Estado de Angola, José Eduardo dos Santos, dirigió a Dilma Rousseff, un mensaje de condolencia debido a la catástrofe que ya ha matado a centenares de personas, como consecuencia de las lluvias que azolan a Brasil. El Presidente angolano afirma que "está siguiendo con preocupación y tristeza el drama que el pueblo brasilero vive en virtud de estas lluvias" y a su homóloga, a su nombre personal y del pueblo angolano, la solidaridad y sentido de pésame al gobierno brasilero y a las familias enlutadas.

- Argentina: El país transmitió "su solidaridad al gobierno y pueblo de Brasil y sus más sinceras condolencias a los familiares de las víctimas, habida cuenta de las lamentables consecuencias producidas por las lluvias", dijo un comunicado de cancillería. El gobierno del país también ofreció a las autoridades brasileras "ayuda inmediata y los elementos que se estimen necesarios proporcionar" en pro de las personas sin hogar de la región serrana de Río de Janeiro.

- Australia: El Ministro de Asuntos Exteriores, Kevin Rudd, expresó su solidaridad a Brasil: "como Ministro de Relaciones Exteriores de Australia, yo extiendo nuestras sinceras condolencias, nuestra solidaridad y nuestro apoyo al buen pueblo brasilero, pasando por esa situación terrible en este momento".

- Santa Sede: El Papa Benedicto XVI envío un mensaje a las víctimas de la lluvia en Río. El Pontífice dice estar "consternado" por la tragedia en el Estado. La integridad del telegrama fue divulgado en el sitio web de la Arquidiócesis del estado.

- El Salvador: El gobierno salvadoreño también expresó su solidaridad a Dilma Rousseff y envió condolencias al pueblo brasilero. "El gobierno salvadoreño reafirma el especial afecto y la solidaridad con el pueblo hermano de Brasil, y manifiesta y amnifiesta que estará atento al pedido que el país pueda hacer a la comunidad internacional para proporcionar ayuda y colaboración", dijo el Ministerio de Relaciones Exteriores.

- España: El jefe del Ejecutivo español, José Luis Rodríguez Zapatero, envió un telegrama a la presidenta Dilma Rousseff, expresando las "más sentidas condolencias", y también el afecto y solidaridad del gobierno y pueblo de España "por la tragedia provocada por los temporales", y ofreció ayuda de España. "Sepa que estamos a su entera disposición para proporcionar, si considera necesario, la ayuda y la colaboración que considere oportunas", resalta el presidente del Gobierno español.

- Estados Unidos: El embajador de EE. UU. en Brasil, Thomas Shannon, declaró "Nuestros pensamientos y oraciones están con las familias afectadas por este desastre natural. Esta es una contribución del pueblo de Estados Unidos para el pueblo de Brasil, para apoyar la superación de esta tragedia", también anunció una donación de 100.000 dólares para asistencia a las víctimas.

- Irán: El presidente Mahmoud Ahmadinejad dijo que había enviado un mensaje de solidaridad y condolencias a la presidenta Dilma Roussef. Las informaciones son de la agencia oficial de noticias de Irán, Irna. Según el comunicado, Ahmadineyad manifestó "solidaridad a la nación brasilera y al gobierno" y deseó "prosperidad al pueblo brasileño".

- México: El presidente de México, Felipe Calderón publicó un comunicado para "transmitir sus condolencias a las familias de las víctimas", así como "apoyo y solidaridad en este momento doloroso".

- Portugal: Aníbal Cavaco Silva, Presidente de la República portuguesa, envió un mensaje de condolencias a la presidenta brasileña Dilma Roussef. El presidente portugués transmitió "al pueblo hermano de Brasil y, muy especialmente, a las familias de las víctimas, los sentimientos de profundo pesar y sentida solidaridad" de parte del pueblo portugués.

- Reino Unido: Londres envió condolencias al país a través de un comunicado. "Envío mis pésames a todos los que perdieron familiares, amigos, casas y trabajo en las zonas destruidas", dijo el ministro de Relaciones Exteriores de Inglaterra, William Hague.

- Venezuela: Según la cancillería venezolana, Hugo Chávez pretende "expresar su solidaridad con el pueblo y el gobierno de la hermana República Federativa de Brasil, y muy especialmente con los habitantes de la región sudeste (...) afectados por fuertes lluvias durante los últimos días".